# St. Anna Klinik Löningen
Die St. Anna Klinik Löningen ist eine ökumenische Einrichtung des Christlichen Krankenhauses Quakenbrück und der St. Anna Stiftung. Das kleine Krankenhaus in Niedersachsen entwickelte sich als gemeinnützige GmbH zu einem wohnortnahen Gesundheitszentrum in Löningen.

## Geschichte
Das Gründungsjahr der St. Anna Klinik war 1865, denn in diesem Jahr begannen die ersten drei Ordensschwestern der Mauritzer Franziskanerinnen aus Münster ihren ambulanten Pflegedienst im neu errichteten Hospital. Die heilige Anna, die Mutter der Gottesmutter Maria, wurde die Schutzpatronin des Krankenhauses und der gleichnamigen Stiftung.
Es folgten schwierige und bewegte Zeiten mit vielen räumlichen Erweiterungen und einem fortlaufenden Personalzuwachs, weil die Klinik immer stärkere Akzeptanz bei der Bevölkerung fand. An das Krankenhaus angegliedert wurden folgende Einrichtungen: Die Caritas-Sozialstation Löningen-Lindern 1978, das Altenzentrum St. Franziskus 1996 sowie das Seniorenzentrum St. Katharina 2003.
Bis zum 30. April 2011 war die katholische St. Anna Stiftung der Träger des Krankenhauses. In den folgenden zwei Jahren gehörte die Löninger Klinik (zusammen mit dem St. Marienhospital Vechta, dem St. Josefs-Hospital Cloppenburg und dem St. Antonius-Stift Emstek) zum Verbund der Katholischen Kliniken Oldenburger Münsterland.
Am 15. April 2013 wurde das Christliche Krankenhaus Quakenbrück der Mehrheitsgesellschafter und gründete die neue St. Anna Klinik als gemeinnützige GmbH. Dabei hält das Krankenhaus in Quakenbrück einen Anteil von 75 % und die St. Anna Stiftung in Löningen die restlichen 25 %. Durch die Verbindung beider Hospitäler verlor die St. Anna Klinik ihre Eigenständigkeit und wurde zum zweiten Standort vom Christlichen Krankenhaus Quakenbrück.
In der Gegenwart bietet die St. Anna Klinik mit 112 Betten eine wohnortnahe Grund- und Regelversorgung der Bevölkerung im westlichen Landkreis Cloppenburg. Jährlich werden über 5.500 Patienten stationär und ca. 13.300 ambulant von rund 20 Ärzten und 90 Pflegekräften behandelt (Stand: 26. Oktober 2023).

## Abteilungen
Die St. Anna Klinik Löningen umfasst die nachfolgend aufgeführten 11 Kliniken und Kompetenzzentren (Stand: Dezember 2024):
- Anästhesie
- Endoskopie und Gastroenterologie
- Gefäßchirurgie
- Kardiologie
- Plastische Chirurgie und Handchirurgie
- Radiologie
- Unfallchirurgie und Orthopädie
- Urologisches Zentrum
- Viszeralchirurgie
- Wirbelsäulen- und Neurochirurgie
- Zentrum für Schmerztherapie

## Sonderleistungen
Zu den Besonderheiten der St. Anna Klinik Löningen gehört das Zentrum für Schmerztherapie mit stationären multimodalen Behandlungen bei chronischen Schmerzen. Um die Chance auf eine Verbesserung der Schmerzsymptomatik zu erhöhen, werden in dem dort eingesetzten Schmerzmodell neben dem Auslöser eines Schmerzes auch die psychologischen, sozialen und psychosomatischen Einflussfaktoren berücksichtigt.
Die St. Anna Klinik hat außerdem die Funktion einer Krankenpflegeschule. Für Interessierte wird eine dreijährige Ausbildung zur Pflegefachfrau bzw. zum Pflegefachmann angeboten. In Kooperation mit der Hochschule Osnabrück und der Berufsfachschule Pflege vom Christlichen Krankenhaus Quakenbrück ist auch ein vierjähriges Duales Studium zum Bachelor of Science in Pflege möglich. Dabei kann der praktische Teil des Studiums in der St. Anna Klinik in Löningen absolviert werden.